# チント山

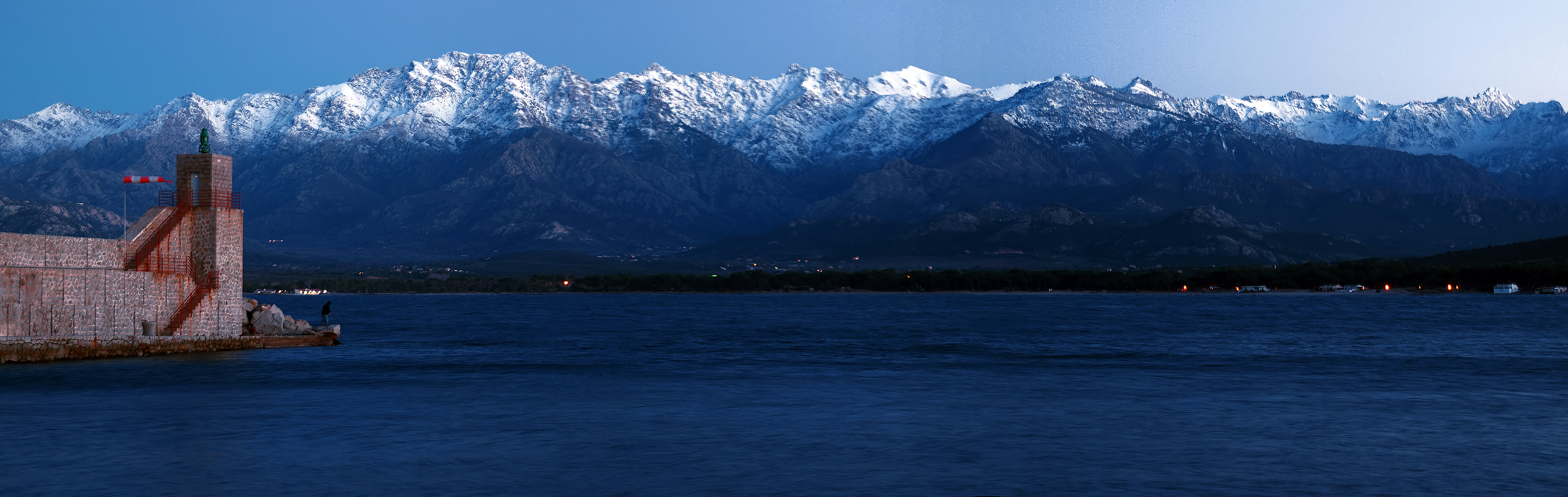
カルヴィ側から見たチント山

チント山（フランス語: Monte Cinto モンテチントコルシカ語: Monte Cintu モンテヂントゥ）は、地中海西部、フランス南東部のコルシカ島（コルス島）の最高峰で、山頂はコルス地方公共団体のオート＝コルス県に位置する。チントー山、シント山とも。
サントという表記は大陸のフランス語での表記で、フランス以外の観光客・登山者からはイタリア語のチントあるいはモンテ・チント（monte cintoとは「周りを囲まれた山」の意味）、島内ではコルシカ語でのチントゥあるいはモンテ・ヂントゥと呼ばれることが多い。
初登頂は、南側から1882年6月6日に到達したエドゥアール・ロシャ隊である。1883年5月26日には、英国の登山家フランシス・フォックス・タケットが、ガイドのフランソワ・ドゥヴアスーと山岳画家のエドワード・セオドア・コンプトンを伴って登頂した。峠には現在タケットの名がつけられている。
チント山の近くには、チント湖、アルジェント湖などの氷跡湖がある。